# Pain de Sucre renversé de Hildesheim
Le Pain de Sucre renversé (en allemand : der Umgestülpte Zuckerhut) est une maison à colombages située à Hildesheim, une ville de Basse-Saxe, dans le nord de l'Allemagne.

## Histoire et architecture
Le Pain de Sucre renversé se trouvait au centre de la ville, en face de l'église Saint-André. La maison fut initialement construite entre 1500 et 1510, mais l’année exacte de la construction n'est pas connue. Les noms de l'architecte et du propriétaire qui firent bâtir la demeure ne sont pas connus non plus. Elle ressemblait à un pain de sucre, la base étant en haut et la pointe en bas. Le rez-de-chaussée avait une superficie de 17 m2, le premier étage était plus grand et le deuxième étage faisait 29 m2.

## Destruction
Durant la Seconde Guerre mondiale, le Pain de Sucre renversé fut d'abord touché par un bombardement le 22 février 1945, mais l'étendue des dommages était encore limitée. Ensuite, le bâtiment fut complètement ravagé par des bombes incendiaires le 22 mars 1945. Après la guerre, la maison ne fut pas reconstruite, et le terrain où elle se trouvait ne fut pas réoccupé.

## Reconstruction
Les maisons à colombages de la place du Marché de Hildesheim, elles aussi détruites pendant la guerre, furent reconstruites entre 1984 et 1989. À partir de 2000, l’Altstadtgilde, une association dévouée à l'embellissement de la ville et à l'entretien de monuments, collecta l'argent nécessaire pour la reconstruction du Pain de Sucre renversé et acheta le terrain où la maison se trouvait avant la guerre. Beaucoup d'habitants de la ville donnèrent de l'argent pour le projet. Le conseil municipal de Hildesheim hésita longtemps à consentir au projet, mais finalement, le 4 février 2009 il donna son accord pour la reconstruction.
Les travaux pour reconstruire le Pain de Sucre renversé avec  60 m3 de bois de chêne et 728 chevilles commencèrent le 27 octobre 2009. La construction des fondations était terminée le 9 novembre 2009 et la fête du bouquet eut lieu le 3 février 2010. L'inauguration du Pain de Sucre renversé en tant que café eut lieu le 8 octobre 2010, pour les 65 ans de sa destruction. L'association Altstadtgilde a estimé le coût de cette reconstruction à 1 500 000 €.

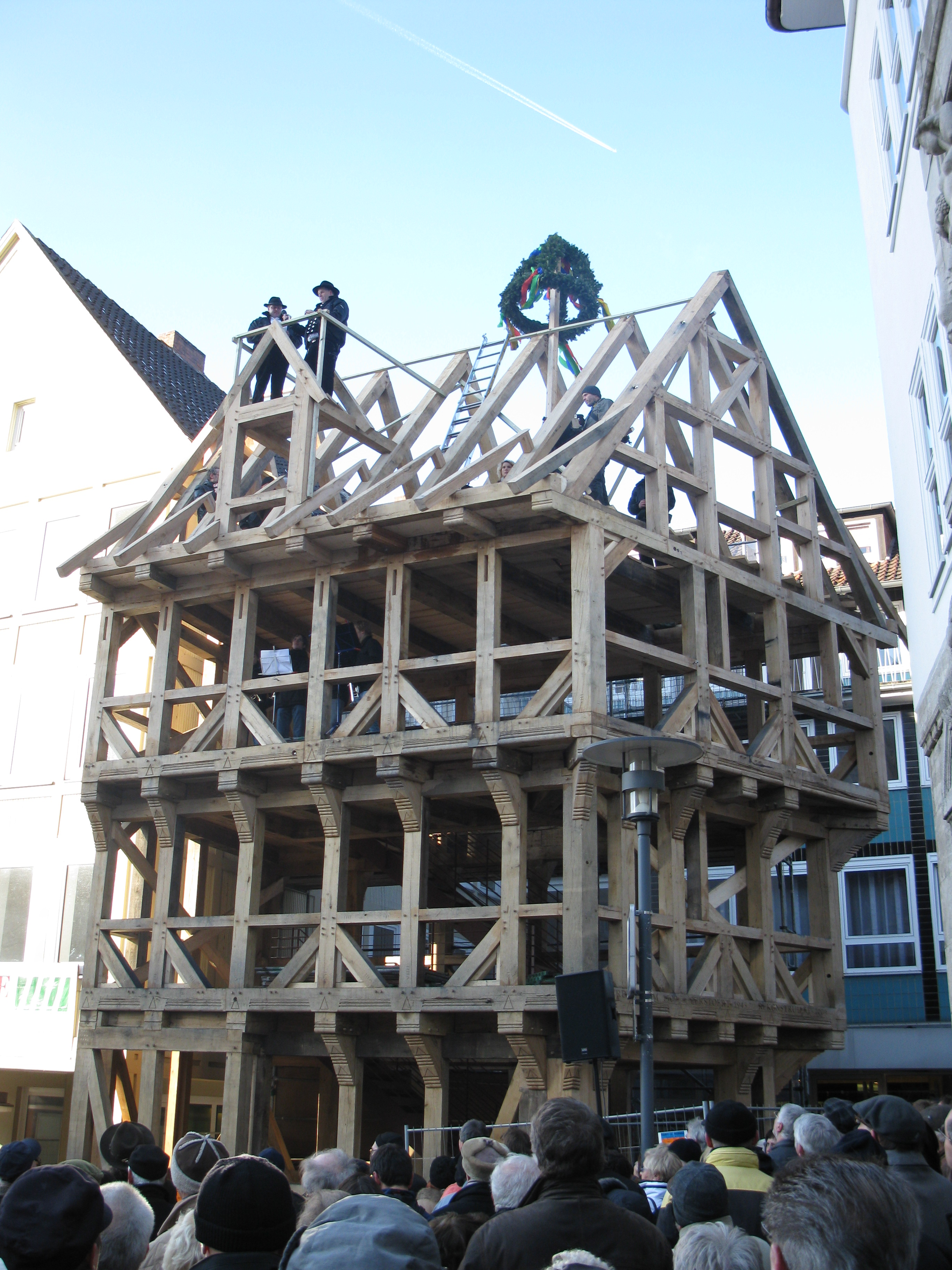
La fête du bouquet le 3 février 2010.
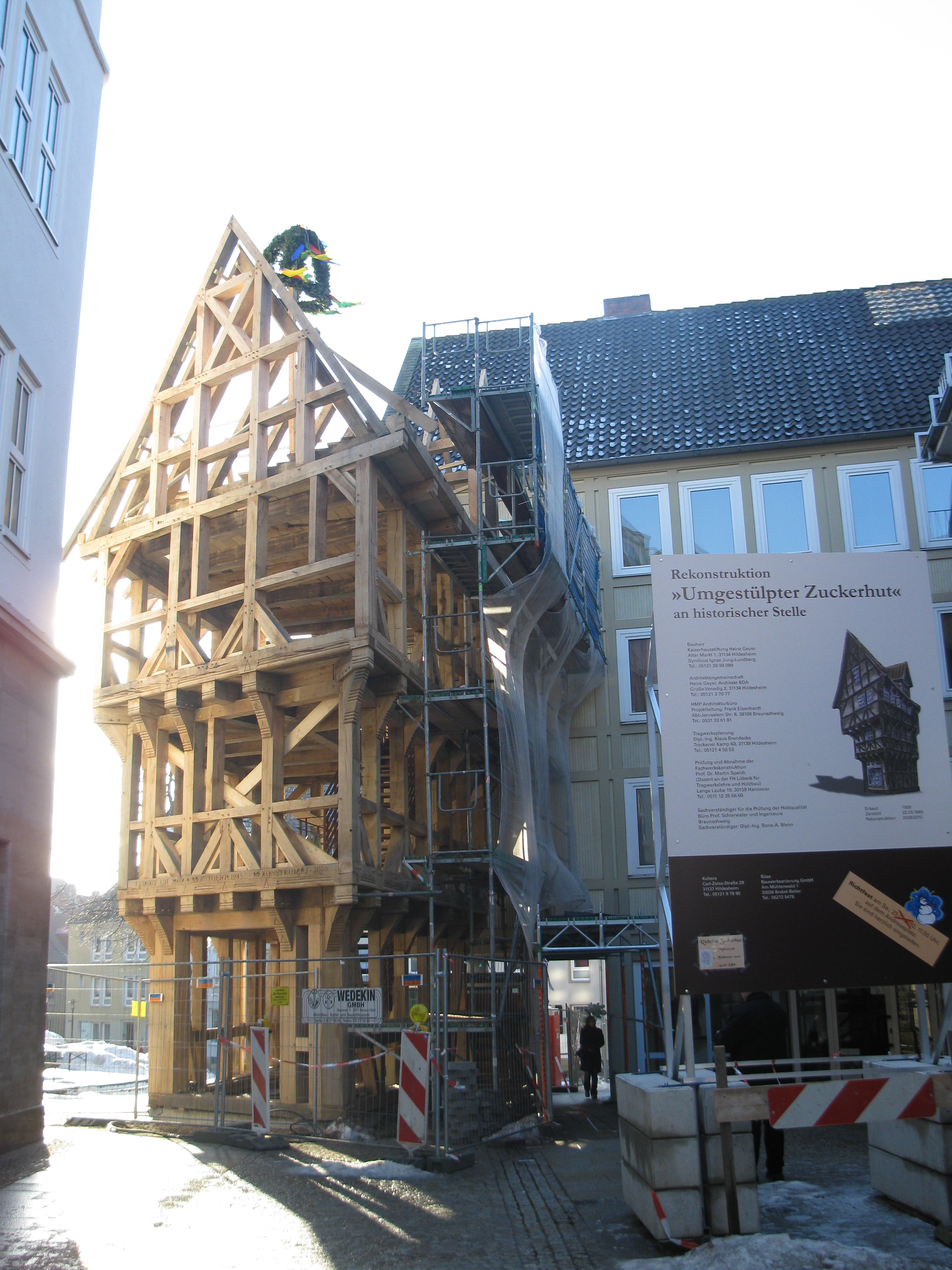
La fête du bouquet le 3 février.
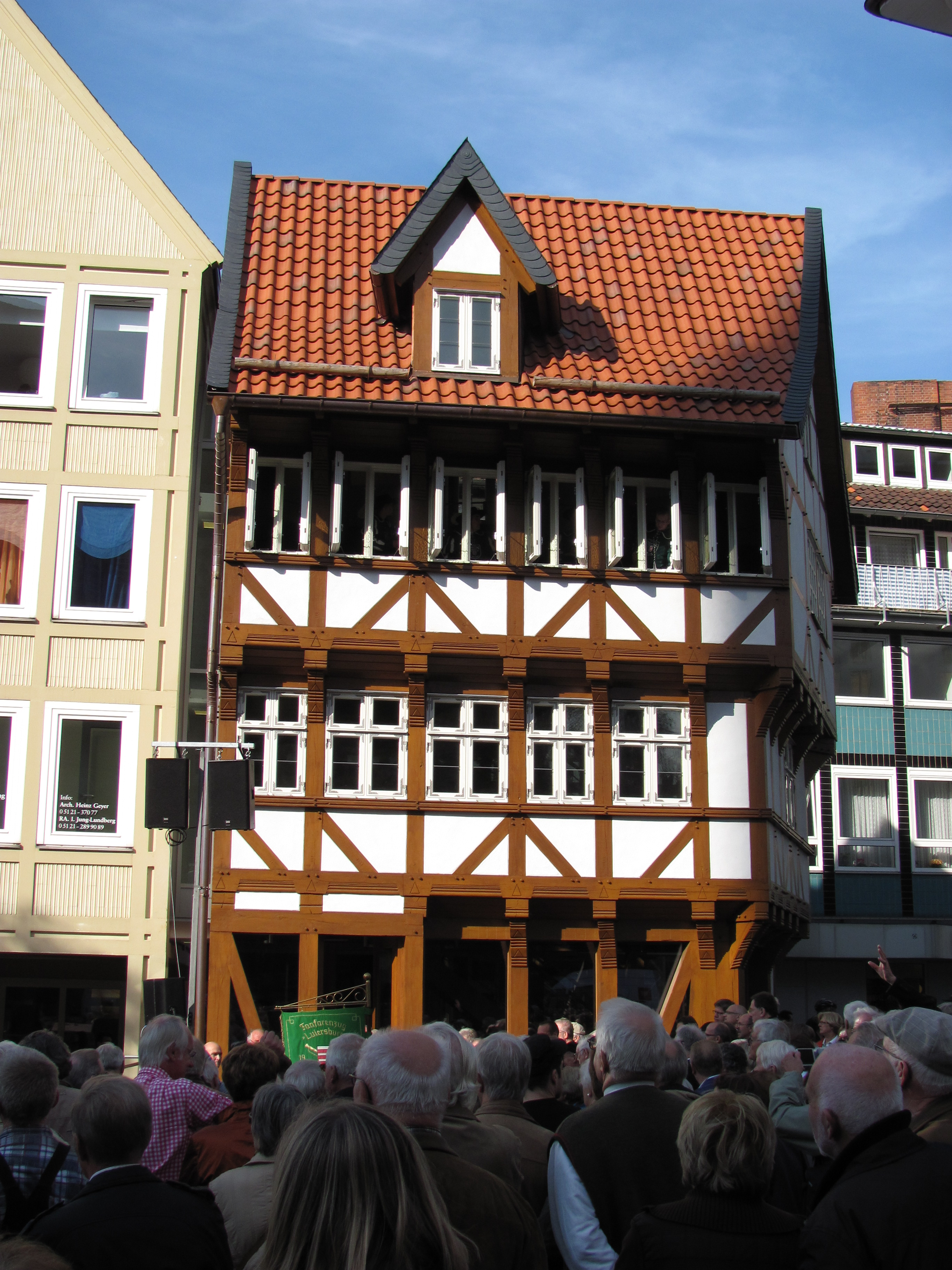
L'inauguration le 3 octobre 2010.
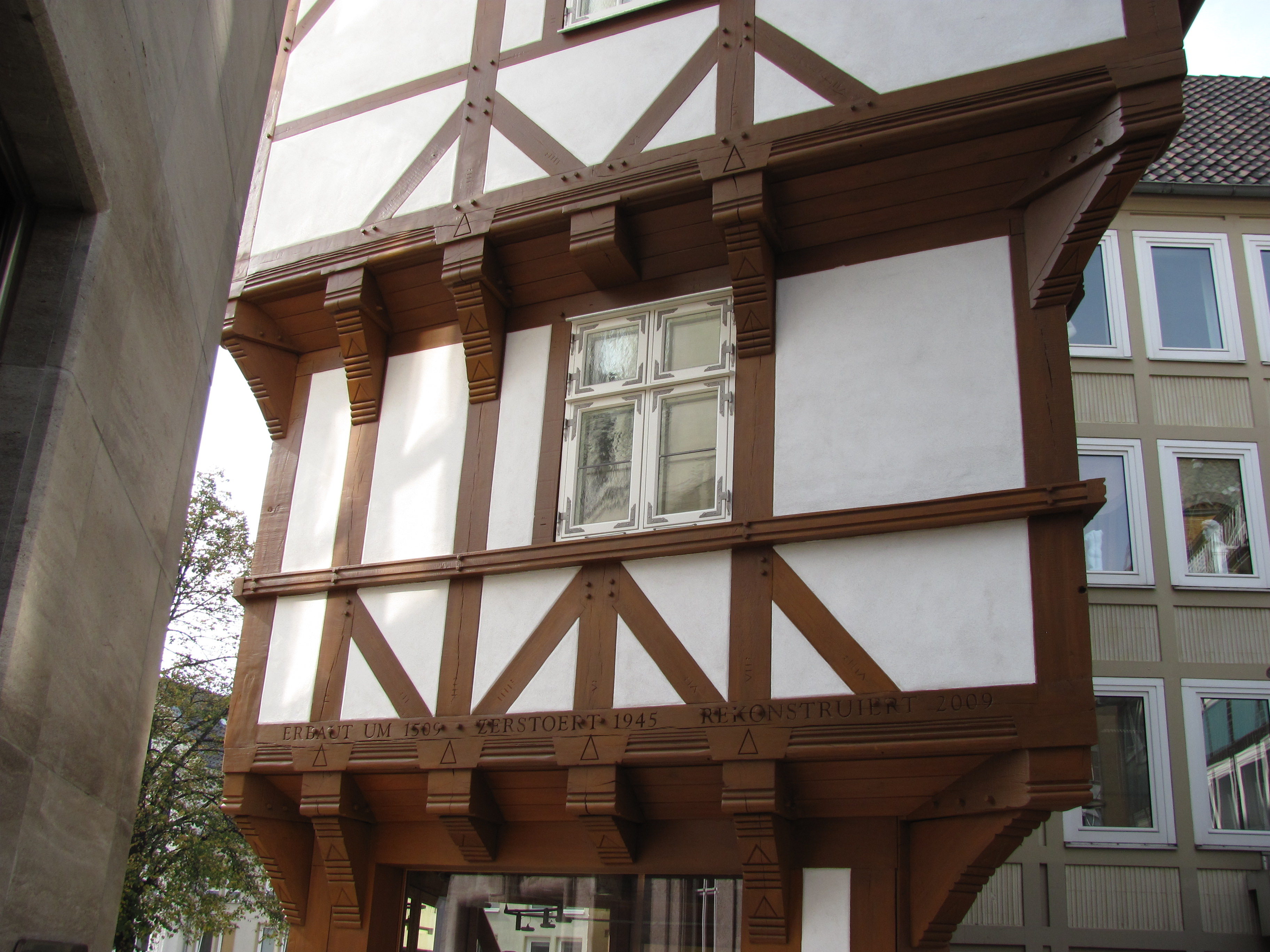
L'histoire de l'édifice sculptée sur le bois.
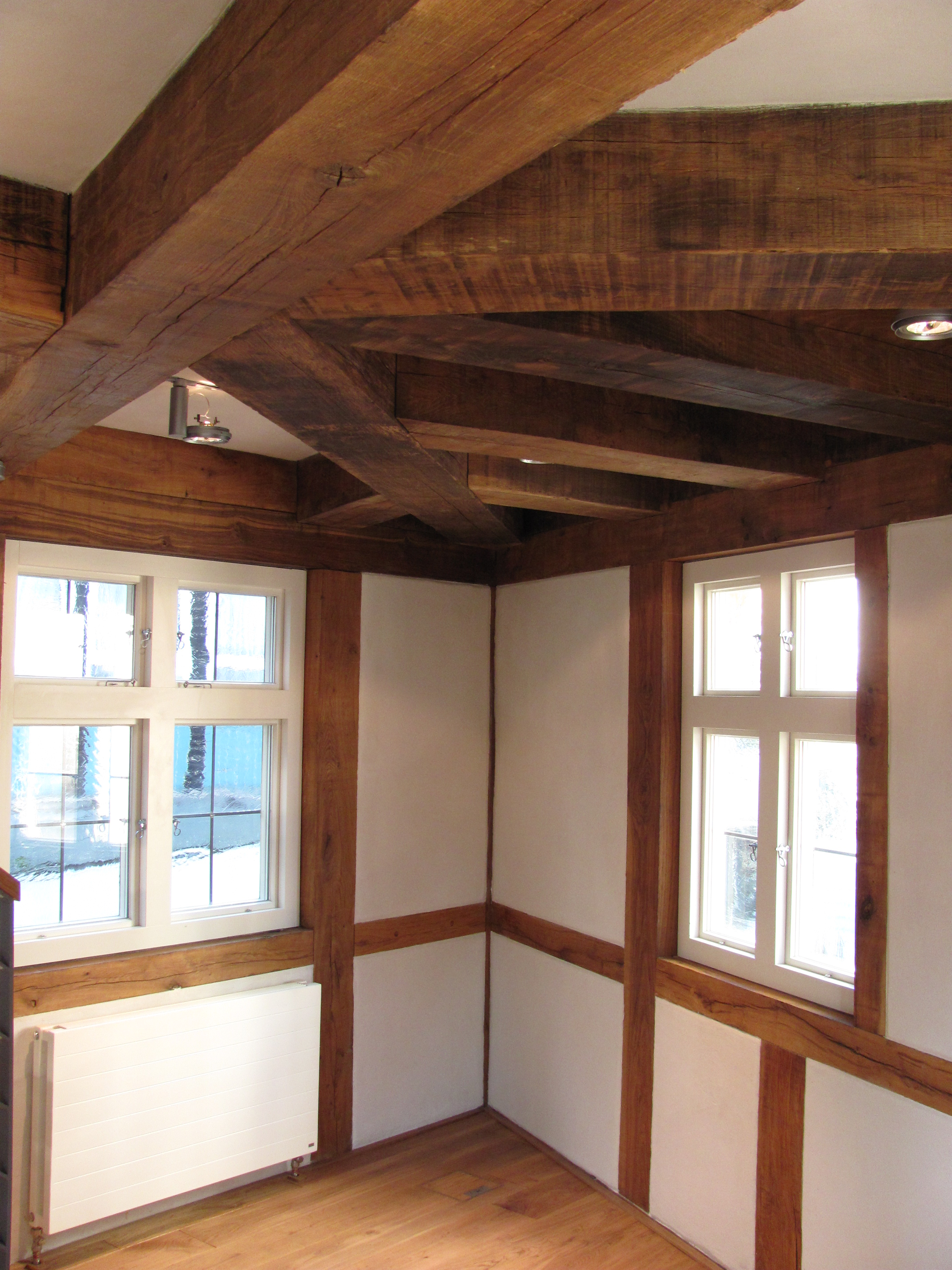
L'intérieur